# الخط الزمني للحرب الأهلية السورية (مايو–أغسطس 2017)
فيما يلي الجدول الزمني للحرب الأهلية السورية من أيار/مايو إلى آب/أغسطس عام 2017.

## أيار/مايو 2017

### 2 أيار/مايو
- اجتماع رئيسي كل من روسيا وتركيا في محادثات السلام في أستانا وذلك قصد مُناقشة فكرة إنشاء «مناطق آمنة» في سوريا. وكان المؤتمر قد شهد انسحاب ممثلي المقاومة السورية بسبب مُشاركة جمهورية إيران الإسلامية في المفاوضات.[1]

### 5 أيار/مايو
- القوات اللبنانية تُعلن عن إلقائها القبض على محمد حسن أحد قادة هيئة تحرير الشام في بلدة عرسال.[2]
- محادثات الوفد الروسي في أستانا تخرج بخلاصة من المؤتمر مفادها إنشاء «منطقة آمنة» (أو «منطقة خفض التصعيد») وذلك برعاية كل من روسيا، إيران وتركيا وقد شملت مناطق خفض التصعيد كلا من محافظة إدلب، محافظة حمص وشرق غوطة دمشق. يُشار إلى أن سريان الهدنة دخل حيز التنفيذ في 12:00 مساء بتوقيت دمشق.[3][4]

### 9 أيار/مايو
- بدأ نقل مُقاتلين تابعين لهيئة تحرير الشام من القابون، برزة وصحيفة تشرين في ريف دمشق إلى محافظة إدلب.[5][6]
- إدارة ترامب تُوافق على خطة لتسليح القوات الكردية في سوريا، على الرغم من معارضة تركيا. وتأتي هذه الخطوة (حسب مصادر الولايات المتحدة) بهدف مساعدة القوات الكردية على استرجاع الرقة من الدولة الإسلامية في العراق والشام.[7]

### 10 أيار/مايو
- قوات سوريا الديموقراطية تُعلن عن استعادة سد الطبقة وما جاوره من يد قوات الدولة الإسلامية.[8]

### 16 أيار/مايو
- التحالف الدولي بقيادة الولايات المتحدة يشن غارات مُكثفة على البوكمال مما أدى إلى وفاة 42 مدنيا بينهم 11 طفل و6 نساء.[9]

### 22 أيار/مايو
- قصف عنيف لمُقاتلي داعش على شرق مدينة سراقب في محافظة إدلب بالشمال الغربي لسوريا يتسبب في مقتل وجرح العشرات من قوات أحرار الشام.[10]

### 26 أيار/مايو
- التحالف الدولي بقيادة الولايات المتحدة يتسبب في مقتل أكثر من 108 مدنيا في قناة «الميادين» بسوريا جراء قصف عنيف ادعى فيه أنه استهدف قوات موالية لداعش.[11]
- قوات الحكومة السورية تستعيد السيطرة على دمشق–تدمر بشكل سريع من داعش بعدما كانت قد فقدتها في وقت سابق.[12]

## يونيو 2017

### 5 حزيران/يونيو
- القوات الحكومية وحلفائها تستعيد السيطرة على قرى الألب، بير دهلون وشارات دهلون في شرق محافظة حمص،[13] حيث ذكرت أنها استعادت أكثر من 6000 كم مربع من المناطق الخاضعة لسيطرة تنظيم داعش.[14]

### 6 حزيران/يونيو
- قوات سوريا الديمقراطية تُشارك في معركة الرقة قصد استعادة مدينة الرقة نفسها.[15]

### 10 حزيران/يونيو
- الحكومة السورية تُعلن عن استعادتها لأزيد من 20.000 كم مربع من الأراضي التي كانت قد فقدتها في وقت سابق لصالح جهات مُختلفة.[16]
- مقتل اثنين من ألوية الجيش الحر في مدينة درعا.[17]

### 18 حزيران/يونيو
- وهي أمريكية من طراز إف/إيه-18إي/إف سوبر هورنت يطلق النار أسفل العربي السوري سلاح الجو سو-22 طائرة حربية بعد ذلك يزعم إسقاط القنابل بالقرب الكردية بقيادة القوى الديمقراطية السورية (SDF) المقاتلين في محافظة الرقة، وفقا القيادة المركزية الأمريكية.[18]
- مُرور أول قافلة مساعدات بعد ثمانية أشهر من الحصار المفروض على حرستا من قبل القوات الموالية للأسد قصد طرد عناصر المقاومة منها، وقد ساعد في هذه القافلة كل منْ اللجنة الدولية للصليب الأحمر، الهلال الأحمر العربي السوري والأمم المتحدة التي اتهمت الحكومة السورية بمُحاولة تفشيل مهمة المساعدات الإنسانية من خلال إطلاق نار كثيف وعشوائي. وكانت قوات الأسد والطائرات الروسية قد كثفت من الضربات الجوية التي استهدفت الغوطة الشرقية.[19]

### 20 حزيران/يونيو
- وزارة الدفاع الأسترالية ذكرت أن القوات الجوية الملكية الأسترالية (RAAF) قد أوقفت تدخلا جويا عسكريا في سوريا.[20]
- سي إن إن تنشر تقريرا مفاده أن طائرة من طراز إف-16 تابعة للولايات المتحدة قد تمكنت من إسقاط طائرة بدون طيار إيرانية بالقرب من قرية الطنف.[21]

### 21 حزيران/يونيو
- القوات الجوية الملكية الأسترالية تُعلن عن استئناف العمليات الجوية العسكرية في سوريا.[22]

### 22 حزيران/يونيو
- الولايات المتحدة تُرسل فريقا من المدنيين ومسؤولين بوزارة الخارجية والأمن للمساعدة في استقرار المناطق التي تم استعادتها من تنظيم داعش.[23]

### 24 حزيران/يونيو
- سلاح الجو الإسرائيلي يَشن هجمات على مواقع في القنيطرة وذلك بعد قتال بين قوات موالية للحكومة وأخرى تابعة للمعارضة؛ حيث ادعت إسرائيل أن الاشتباك امتد لمرتفعات الجولان مما دفعها للتدخل قصد حماية أمنها القومي.[24]

### 30 حزيران/يونيو
- المرصد السوري لحقوق الإنسان ينشر عدة تقارير تُؤكد على أن تنظيم الدولة الإسلامية قد انسحب نهائيا من محافظة حلب.[25]

## تموز/يوليو 2017

### 1 تموز/يوليو
- الجيش السوري يستعيد السيطرة الكاملة على المنطقة الغربية من مدينة البعث في القنيطرة.[26]

### 4 تموز/يوليو
- إجراء الجولة الخامسة من المحادثات التي تنظمها روسيا، تركيا وإيران والتي تجري في آستانة، كازاخستان قصد مناقشة ضرورة خفض التصعيد وتمكين مناطق آمنة للمدنيين.[27]

### 11 تموز/يوليو
- المرصد السوري لحقوق الإنسان يؤكد وفاة أبو بكر البغدادي الخليفة الأولة لتنظيم الدولة الإسلامية في العراق والشام.[28]

### 14 تموز/يوليو
- الجيش العربي السوري يدعي مقتل قائدة الفوج رقم 107 والتابع للجيش السوري الحر وذلك عقب استهدافه بقنبلة زُرعت على جانب الطريق في درعا.[29]
- أشارت بعض التقارير إلى أن الجيش السوري الحر وهيئة تحرير الشام رفضا اتفاق وقف إطلاق النار الموقع بين كل من روسيا والولايات المتحدة في جنوب سوريا.[30]

### 23 تموز/يوليو
- بحسب المرصد السوري لحقوق الإنسان، فإن الحكومة السورية قد نفذت عدة غارات جوية في الغوطة الشرقية، وذلك في انتهاك واضح لاتفاق وقف الأعمال العدائية الذي كان قد أُعلن عنه في اليوم السابق.[31]

### 24 تموز/يوليو
- هيئة الأركان العامة الروسية تُعلن عن «مناطق تصعيد» جديدة في سوريا، بما في ذلك شمال مدينة حمص في الغوطة الشرقية.[32]

### 26 تموز/يوليو
- مصادر تابعة للحكومة السورية تُعلن عن مقتل القائد العسكري لجبهة ثوار سوريا البشاير النُميري عقب استهدافه بعبوة ناسفة في الطريق بين بلدتي زيمرين وأم آل يوساج في شمال درعا.[33]

### 29 تموز/يوليو
- تنظيم الدولة الإسلامية في العراق والشام يفقد 6000 كيلو متر مربع خلال الشهر الأول من نصف السنة الثانية؛ حيث سيطرت القوات الحكومية على 5,635 كيلومتر مربع؛ بينما سيطرت قوات سوريا الديمقراطية على باقي المساحة وذلك حسب ما جاء في تقرير رسمي للمرصد السوري.[34]

### 31 تموز/يوليو
- حسب الشبكة السورية لحقوق الإنسان، فإن الحكومة السورية قد أسقطت ما مجموعه 244 برميلاً مُتفجراً في تموز/يوليو 2017 على كل من محافظة درعا، ريف دمشق، السويداء، حماة وحمص.[35]

## آب/أغسطس عام 2017

### 3 آب/أغسطس
- الحكومة السورية تُطلق قذائف باتجاه بلدات في الغوطة الشرقية تابعة للمعارضة السورية، وكانت عين ترما قد استُهدفت بـ 10 صواريخ من طراز أرض-أرض مما أسفر عن مقتل امرأة وطفل وجرح آخرين؛ كما جُرح أربع أشخاص بجروح متفاوتة الخطورة في مدينة حرستا جراء قصف بقذائف الهاون.[36]

### 4 آب/أغسطس
- وصول ما يقرب من 8000 لاجئ سوري إلى وسط سوريا قادمين من لبنان وذلك كجزء من اتفاق وقف إطلاق النار بين حزب الله وجبهة فتح الشام.[37]

### 27 آب/أغسطس
- مجموعة من التقارير تُؤكد على أن الأسلحة المقدمة من قبل دول أوروبا الشرقية، الولايات المتحدة، المملكة العربية السعودية والإمارات العربية المتحدة قد انتهى بها المطاف في أيدي مُسلحين وجماعات إرهابية في منطقة الشرق الأوسط.[38]

### 28 آب/أغسطس
- السفير الأميركي السابق في سوريا روبرت فورد يرى أن بشار الأسد يسعى إلى تحقيق نصر في سوريا غير مراعٍ لأحوال الدولة، كما انتقد الدور الذي تلعبه إيران في هذه الحرب الأهلية.[39]
- مُقاتلي داعش يُوافقون على الانسحاب من القلمون إلى البوكمال،[40] بشرط مُرافقتهم لـ 600 جندي من الجيش السوري لضمان عدم التسلل لمناطق أخرى وذلك صفقة التفاوض بزعامة حزب الله، مما سمح للقوات السورية بالسيطرة على حدودها للمرة الأولى منذ ست سنوات.[41][42] وقد أثارت الصفقة حينها ضجة كبيرة حيث اعترض كل من العراق ولبنان عليها، بما في ذلك إدانة شديدة اللهجة من رئيس الوزراء العراقي لما حصل في القلمون.[43]
- انشقاق قادة تابعون للجيش العربي السوري وانضمامهم لجهات أُخرى أو المشاركة في الحرب الأهلية كطرف مستقل؛ خاصة قائد كتيبة شمس الشمال.[44][45]